# Марті Колдер
Мартін Джеймс «Марті» Колдер (англ. Martin James «Marty» Calder; нар. 25 січня 1967, Сент-Кетерінс, Онтаріо) — канадський борець вільного стилю, чемпіон та бронзовий призер Панамериканських чемпіонатів, бронзовий призер Панамериканських ігор, чемпіон Ігор Співдружності, дворазовий бронзовий призер Кубків світу, учасник двох Олімпійських ігор.

## Життєпис
Боротьбою почав займатися з 1980 року. У 1986 році став бронзовим призером Кубку світу серед молоді.
Виступав за борцівський клуб «Niagara Olympic». Тренер — Річард Дешателе (з 1987).
Після завершення активних виступів на борцівському килимі перейшов на тренерську роботу. Серед його підопічних: Саїд Азарбайджані — чемпіон та дворазовий срібний призер Панамериканських чемпіонатів, учасник Олімпійських ігор, Еван Макдональд — бронзовий призер Панамериканського чемпіонату, бронзовий призер Ігор Співдружності, учасник Олімпійських ігор, Джессіка Макдональд — чемпіонка та дворазова бронзова призерка світу, чотириразова чемпіонка Панамериканських чемпіонатів, триразова володарка Кубків світу.

## Спортивні результати на міжнародних змаганнях

### Виступи на Олімпіадах
| Змагання                    | Збірна | Вагова категорія          | Місце |
| --------------------------- | ------ | ------------------------- | ----- |
| Літні Олімпійські ігри 1992 | Канада | вільна боротьба, до 62 кг | 11    |
| Літні Олімпійські ігри 1996 | Канада | вільна боротьба, до 62 кг | 7     |

### Виступи на Чемпіонатах світу
| Змагання                        | Збірна | Вагова категорія          | Місце |
| ------------------------------- | ------ | ------------------------- | ----- |
| Чемпіонат світу з боротьби 1991 | Канада | вільна боротьба, до 62 кг | 17    |
| Чемпіонат світу з боротьби 1993 | Канада | вільна боротьба, до 62 кг | 5     |
| Чемпіонат світу з боротьби 1994 | Канада | вільна боротьба, до 62 кг | 11    |
| Чемпіонат світу з боротьби 1997 | Канада | вільна боротьба, до 63 кг | 10    |
| Чемпіонат світу з боротьби 1998 | Канада | вільна боротьба, до 63 кг | 11    |
| Чемпіонат світу з боротьби 1999 | Канада | вільна боротьба, до 63 кг | 25    |

### Виступи на Панамериканських чемпіонатах
| Змагання                                   | Збірна | Вагова категорія          | Місце  |
| ------------------------------------------ | ------ | ------------------------- | ------ |
| Панамериканський чемпіонат з боротьби 1991 | Канада | вільна боротьба, до 62 кг | 5      |
| Панамериканський чемпіонат з боротьби 1992 | Канада | вільна боротьба, до 62 кг | Бронза |
| Панамериканський чемпіонат з боротьби 1998 | Канада | вільна боротьба, до 63 кг | Золото |

### Виступи на Панамериканських іграх
| Змагання                  | Збірна | Вагова категорія          | Місце  |
| ------------------------- | ------ | ------------------------- | ------ |
| Панамериканські ігри 1991 | Канада | вільна боротьба, до 62 кг | 5      |
| Панамериканські ігри 1995 | Канада | вільна боротьба, до 62 кг | 4      |
| Панамериканські ігри 1999 | Канада | вільна боротьба, до 63 кг | Бронза |

### Виступи на Ігор Співдружності
| Змагання                | Збірна | Вагова категорія          | Місце  |
| ----------------------- | ------ | ------------------------- | ------ |
| Ігри Співдружності 1994 | Канада | вільна боротьба, до 62 кг | Золото |

### Виступи на Кубках світу
| Змагання                    | Збірна | Вагова категорія          | Місце  |
| --------------------------- | ------ | ------------------------- | ------ |
| Кубок світу з боротьби 1991 | Канада | вільна боротьба, до 62 кг | Бронза |
| Кубок світу з боротьби 1993 | Канада | вільна боротьба, до 62 кг | 5      |
| Кубок світу з боротьби 1994 | Канада | вільна боротьба, до 62 кг | Бронза |
| Кубок світу з боротьби 1995 | Канада | вільна боротьба, до 62 кг | 5      |
| Кубок світу з боротьби 1997 | Канада | вільна боротьба, до 63 кг | 4      |

### Виступи на інших змаганнях
| Змагання                                                             | Збірна | Вагова категорія          | Місце  |
| -------------------------------------------------------------------- | ------ | ------------------------- | ------ |
| Панамериканський Олімпійський кваліфікаційний турнір з боротьби 1996 | Канада | вільна боротьба, до 62 кг | Срібло |
| Гран-прі Німеччини з боротьби 1996                                   | Канада | вільна боротьба, до 62 кг | 4      |
| Гран-прі Німеччини з боротьби 1998                                   | Канада | вільна боротьба, до 63 кг | Золото |
| Гран-прі Німеччини з боротьби 1999                                   | Канада | вільна боротьба, до 63 кг | Бронза |

### Виступи на змаганнях молодших вікових груп
| Змагання                                      | Збірна | Вагова категорія          | Місце  |
| --------------------------------------------- | ------ | ------------------------- | ------ |
| Чемпіонат світу з боротьби серед юніорів 1984 | Канада | вільна боротьба, до 56 кг | 5      |
| Кубок світу з боротьби серед молоді 1986      | Канада | вільна боротьба, до 57 кг | Бронза |